# 사치 갤러리

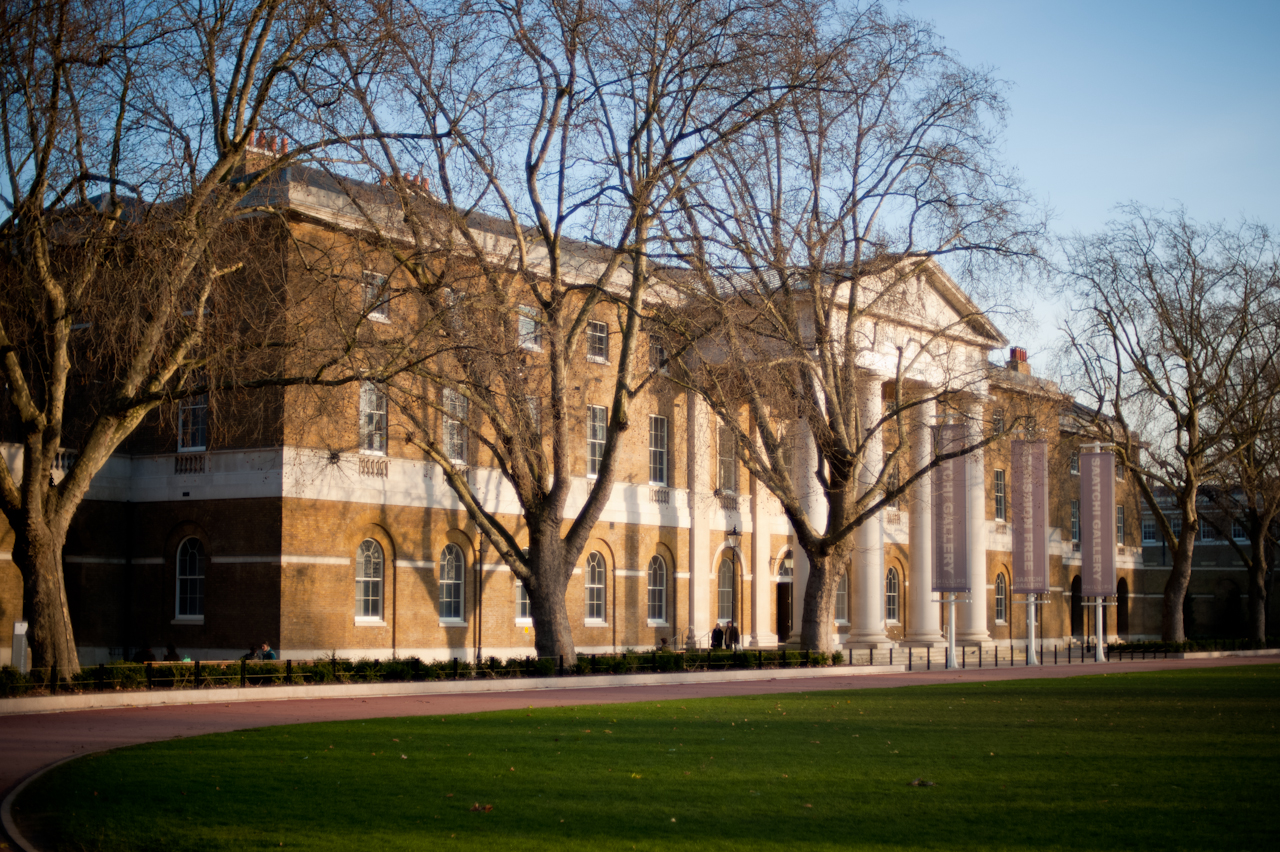
사치 갤러리

사치 갤러리(영어: Saatchi Gallery)는 런던의 현대 미술관이다. 찰스 사치가 오픈한 이 미술관은 2003년 봄부터 2005년 가을까지 사우스뱅크에 자리한 구 런던 시청 (카운티 홀)을 사용했다. 2006년에 임시 폐관했지만, 2008년 10월 9일 런던 남서쪽의 첼시 지역에 신규 개관했다.